# Cantone di Saint-Denis-2 (Senna-Saint-Denis)
Il Cantone di Saint-Denis-2 è una divisione amministrativa dell'Arrondissement di Saint-Denis.
È stato istituito a seguito della riforma dei cantoni del 2014, che è entrata in vigore con le elezioni dipartimentali del 2015.

## Composizione
Comprende parte del comune di Saint-Denis e il comune di Stains.